# Let's Go Brandon (曲)
Let's Go Brandonは、アメリカのラッパー・ローザ・アレクサンダーがシングルとしてリリースした、アメリカ合衆国大統領ジョー・バイデンを批判する内容の曲である。
曲の題名は、プロストックカーレーサーのブランドン・ブラウンにNBCのレポーターであるケリー・スタバストがインタビューした際に、観客による"Fuck Joe Biden"というチャントを"Let's go, Brandon（頑張れ、ブランドン）"と叫んでいると誤って紹介してしまったことで生まれた政治的スローガンのLet's Go Brandonが由来である。